# Hydnocarpus calophylla
Hydnocarpus calophylla är en tvåhjärtbladig växtart som först beskrevs av Ridley, och fick sitt nu gällande namn av Herman Otto Sleumer. Hydnocarpus calophylla ingår i släktet Hydnocarpus och familjen Achariaceae. Inga underarter finns listade i Catalogue of Life.